# Трновець-над-Вагом
Трновець-над-Вагом (словац. Trnovec nad Váhom) — село, громада округу Шаля, Нітранський край. Кадастрова площа громади — 32.78 км².
Населення 2692 особи (станом на 31 грудня 2019 року).

## Історія
Трновець-над-Вагом згадується 1113 року.

## Географія
Протікає Трновський канал.

## Населення
| Рік:            | 1994. | 2004.   | 2014.   | 2024.   |
| --------------- | ----- | ------- | ------- | ------- |
| Кількість осіб: | 2466  | 2603    | 2688    | 2757    |
| Різниця:        |       | +5,55 % | +3,26 % | +2,56 % |

| Рік:            | 2023. | 2024.   |
| --------------- | ----- | ------- |
| Кількість осіб: | 2775  | 2757    |
| Різниця:        |       | -0,64 % |